# Kobylaki-Czarzaste
Kobylaki-Czarzaste (prononciation : [kɔbɨˈlaki t͡ʂaˈʐastɛ]) est un village polonais de la gmina de Jednorożec dans le powiat de Przasnysz de la voïvodie de Mazovie dans le centre-est de la Pologne.
Il se situe à environ 6 kilomètres au nord-est de Jednorożec (siège de la gmina), 24 kilomètres au nord-est de Przasnysz (siège du powiat) et à 106 kilomètres au nord de Varsovie (capitale de la Pologne).

## Histoire
De 1975 à 1998, le village appartenait administrativement à la voïvodie d'Ostrołęka.